# Órbita areocêntrica
Órbita areocêntrica, é a designação de uma órbita ao redor do planeta Marte. De forma similar, a Lua está em órbita geocêntrica ao redor da Terra.[carece de fontes?]
O prefixo areo em grego antigo, é derivado do nome do Deus grego Ares, que é a personificação do planeta Marte na mitologia grega.